# Листові овочі

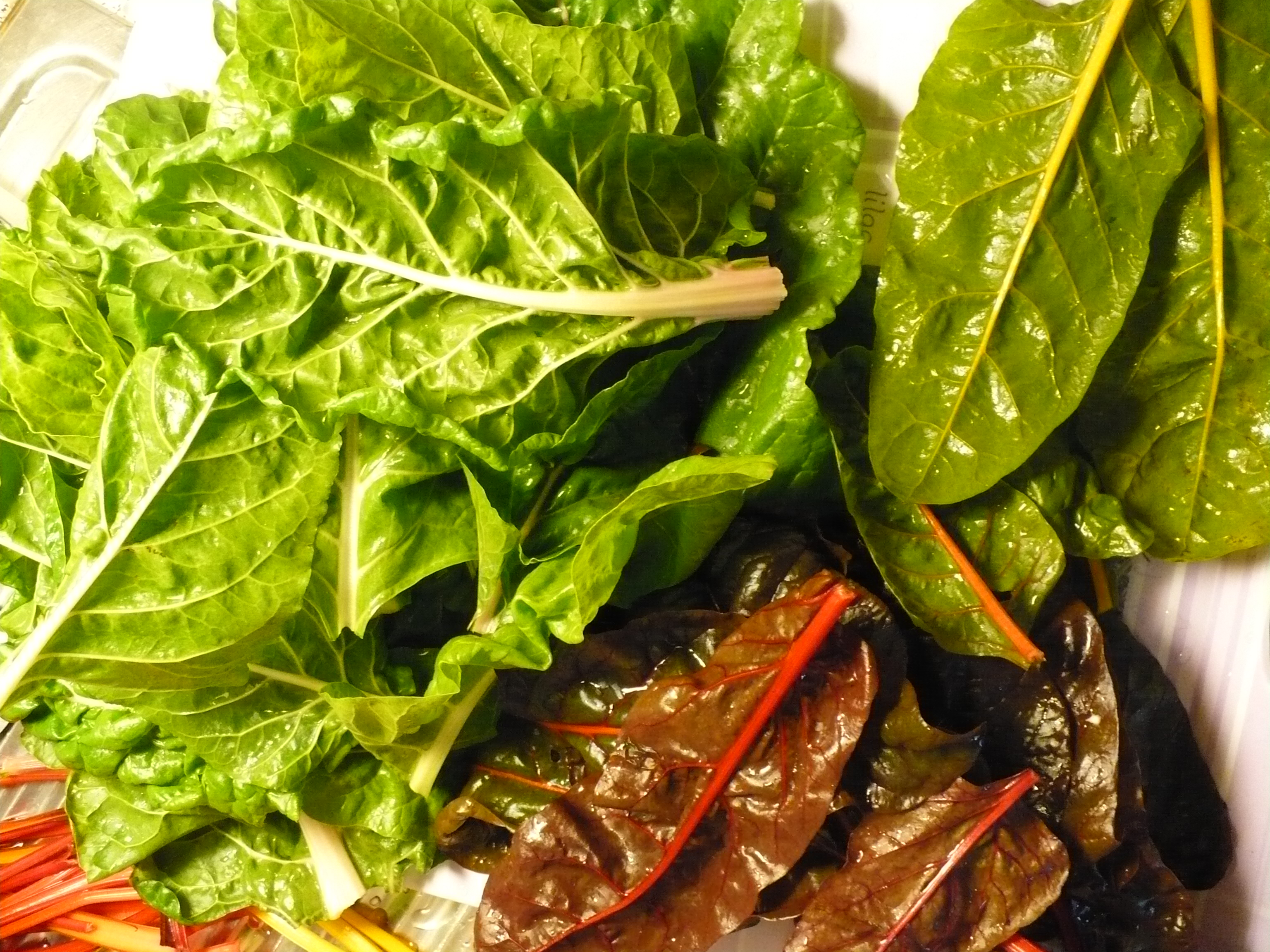
Листя мангольду їдять вареними та тушкованими, а також додають у салати

Листові овочі або бадилля — група овочевих культур, їстівною частиною яких є свіже листя. 
У радянському товарознавстві до неї відносили салатні (салати листовий, качанний і ромен), шпинатні (шпинат, щавель) та прянощі (ісоп, меліса лимонна, кріп, чабер, базилік, майоран, естрагон, петрушка). 
Вони багаті каротином, вітамінами С і В1, білковими речовинами та мінеральними солями. 
У деяких класифікаціях овочеві листя, що вживають в їжу, поділяють на цибулеві, салатно-шпинатні і пряні. 
Листові овочі використовуються в сирому, сушеному, вареному та консервованому вигляді та надають їжі приємний смак та запах. 
Салат зі свіжих листових овочів зазвичай називається зеленим. Близька до листових група овочів — стеблові або черешкові, до яких зокрема відносять ревінь. 
Товарний словник 1959 року виділяє серед листових овочів салат (латук), шпинат, щавель, кріп, цибуля-перо, ревінь, чабер, естрагон, петрушку, селера, буряк, цибуля-порей, цибуля-батун, цибуля-шнітт.